# Puente de Barrancales

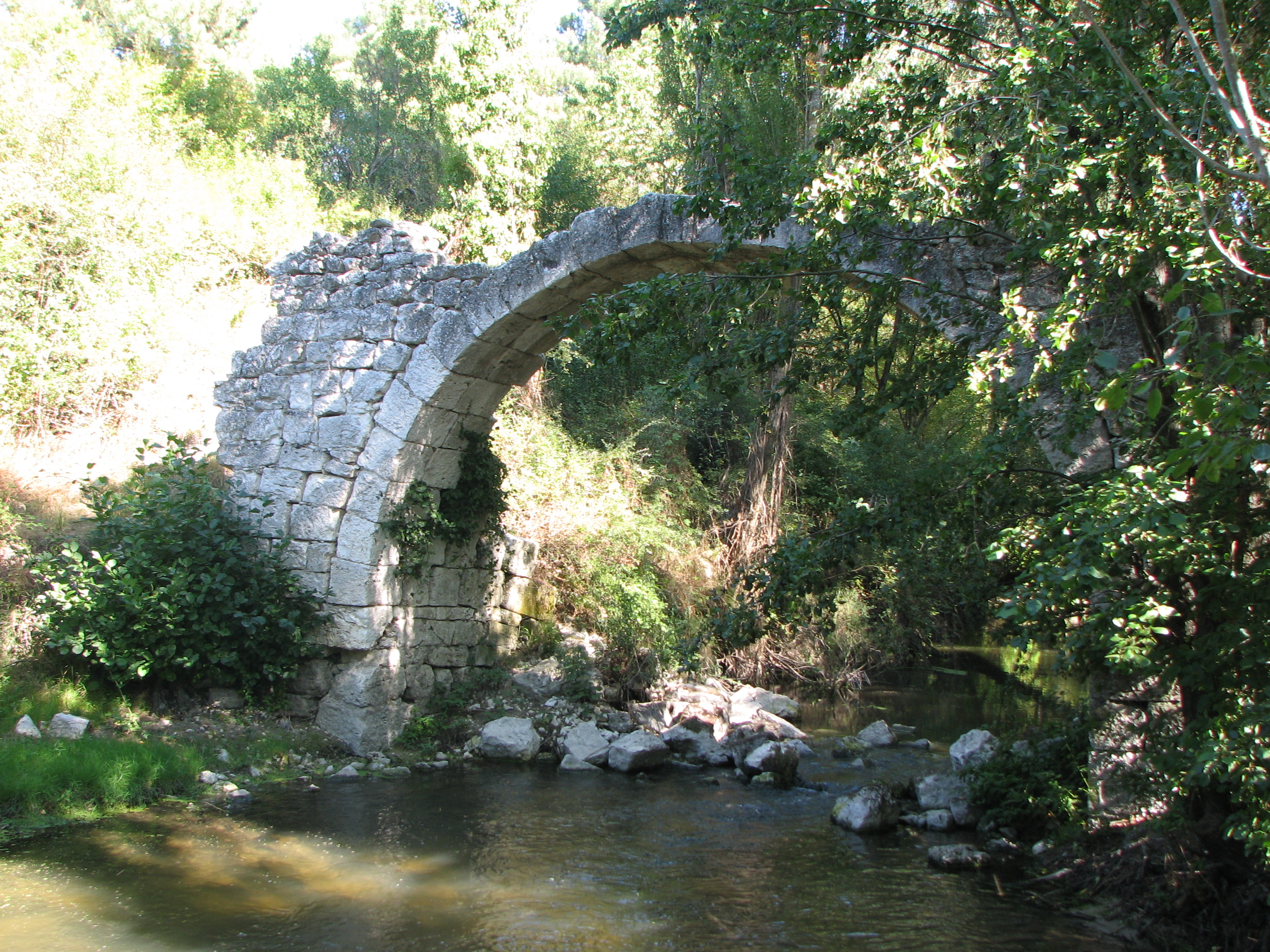
Puente de Barrancales 2008

Die Puente de Barrancales ist eine historische Steinbogenbrücke im Gemeindegebiet von Cuéllar in Spanien, rund 150 Kilometer nördlich von Madrid in der Provinz Segovia.

## Geschichte
Die Brücke wurde im Mittelalter in Zeit der Reconquista im 12. Jahrhundert über den Fluss Río Cega erbaut und wurde in den 1950er Jahren aufgegeben. Die Brücke war die Hauptverbindung zur historischen Getreidemühle Molino de Barrancales.  Der Mühlenbetrieb wurde 1950 eingestellt, Reste der Mühle sind heute noch erhalten und wurden mit der Brücke in die Liste Histórico Industrial de Castilla y León eingetragen.
Im Laufe der folgenden Jahrzehnten verschlechterte sich der Zustand der Brücke immer mehr. Als im Jahre 2008 der Einsturz drohte, beantragte die Stadtverwaltung Ayuntamiento de Cuéllar bei der Regierung Junta de Castilla y León einen Zuschuss für die Reparatur oder Sanierung der Brücke.